# Trachypithecus francoisi
Trachypithecus francoisi (Лутунг Франсуа) — вид приматів з роду Trachypithecus родини мавпові.

## Опис
Довжина голови і тіла самців: 55-64 см, самиць: 47-59 см; довжина хвоста самців: 82-96 см, самиць: 74-89 см; вага самців: 6,5-7,2 кг, самиць: 5,5-5,9 кг; вага при народженні: 0,45-0,50 кг. Має високий і гострий гребінь чорного волосся на голові. Хутро чорне з білими лініями від кутів рота, по щоках до вух. Допитливе і миле лице має короткий писок і видні надбрівні дуги, даючи вираз постійного подиву. Не має защічних мішків, натомість є опуклий живіт, де повільно засвоюються продукти харчування. Є сідничні мозолі. Руки і ноги дуже тонкі з коротким пальцями. Хвіст довгий, прямий, чорний з білим кінчиком. Великі пальці добре розвинені, протиставні. Передні кінцівки набагато коротші, ніж задні з голими долонями і стопами, що дозволя легко схоплювати гілля. Хутро немовлят блідо-імбирно-оранжеве, обличчя і кінцівки чорні.

## Поширення
Цей вид зустрічається на півдні Китаю (провінції Чунцин, Гуансі, Гуйчжоу, Сичуань) і північному сході В'єтнаму. Цей вид зустрічається в субтропічних мусонних і вологих тропічних і субтропічних лісах у вапнякових (карстових) районах. Тварини використовують печери утворень і звиси в цих областях як укриття від негоди, і для притулку. Живуть до висоти 1500 м.

## Стиль життя
Т. francoisi в основному листоїдні, решта раціону складається з пагонів, плодів, квітів і кори. Деревний, денний, активний і галасливий вид. Група складається з 4—27 (як правило, близько десятка) особин та на чолі з самицями, які розумно міняють ієрархію між собою, особливо коли справа доходить до догляду за молоддю. Є тільки один дорослий самець у групі, який не бере участь у догляді за молоддю. Після відлучення від молока, зв'язок між матір'ю і дитям зникає.  

## Життєвий цикл
Вагітність триває від 6 до 7 місяців. Розмір приплоду, як правило, один. Малюк народжується повністю вкритий хутром і досить активний. За 4-5 років неповнолітні стають статевозрілими, і зазвичай приєднуються до іншої групи або формують холостяцькі групи. Максимальна тривалість життя у полоні: 26.3 років.

## Загрози та охорона
У В'єтнамі серйозною загрозою для цього виду є полювання, хоча деякі групи населення стикаються з тиском видобутку ресурсів на карстових пагорбів. Протягом усього ареалу в Китаї населенню загрожує втрата середовища існування через наступ сільського господарства і видобуток дров. Вид внесений в Додаток II СІТЕС. Проживає в багатьох природоохоронних територіях.